# Le Temps qui court
Singles de Alain Chamfort
La Musique du samedi
(1975) Mariage à l'essai
(1976)
Le Temps qui court est une chanson française interprétée par Alain Chamfort, et adaptée de la chanson Could It Be Magic de Barry Manilow et Adrienne Anderson de 1973, adaptation d'un prélude de Frédéric Chopin – prélude en do mineur op. 28 no 20 – popularisée par une reprise de Donna Summer.

## Genèse
En 1973, Barry Manilow connaît un succès avec sa chanson Could It Be Magic, écrite en pensant à la chanteuse Melissa Manchester, pour lequel il éprouve de l'admiration. En France, Mariette Gaucher, programmatrice chez RTL, reçoit le titre de Manilow et suggère à son mari Jean-Michel Rivat d'en faire une adaptation. Rivat écrit un texte sur un thème différent de la version originale : il est question du temps qui passe et des différentes étapes de la vie d'un homme. Rivat propose alors la chanson à Alain Chamfort, qui souhaite évoluer vers des chansons plus sérieuses avec des textes plus profonds. Appréciant la chanson, Chamfort veut l'enregistrer, ce qui déplaît à Claude François, patron de son label Flèche, qui trouve qu'elle est trop lente et qu'elle n'a pas les qualités pour être diffusée en radio,. Contre l'avis de François, Chamfort enregistre le titre.

## Sortie et accueil
Le Temps qui court sort en 45 tours avec Le Jeune Boxeur en décembre 1975. Il marque aussi la fin de la collaboration entre Chamfort et les disques Flèche. La chanson permet à Alain Chamfort d'apparaître sous un nouveau jour et d'avoir une crédibilité artistique, mais son succès radiophonique et commercial se révèle être limité avec 80 000 exemplaires vendus et ne marche pas très bien au hit-parade d'Europe 1, où il entre en février 1976 et n'a qu'un accueil modéré au hit RTL, où resté sept semaines à partir de janvier 1976 est parvenu à occuper la 20e place, tandis qu'il atteint la 18e place du hit France de Salut les copains d'avril à mai 1976. Au même moment,  la version disco de Could It Be Magic par Donna Summer obtient un succès international.
En 1997, elle est reprise avec succès par le boys band Alliage, dont le single se vend à plus de 150 000 exemplaires, puis neuf ans plus tard par Les Enfoirés en 2006.

## Classements hebdomadaires
| Classement (1976)                       | Meilleure position |
| --------------------------------------- | ------------------ |
| France (IFOP)                           | 40                 |
| Québec (Palmarès Francophone)           | 40                 |
| Belgique (Wallonie Ultratop 50 Singles) | 42                 |

| Classement (1997)                       | Meilleure position |
| --------------------------------------- | ------------------ |
| France (SNEP)                           | 13                 |
| Belgique (Wallonie Ultratop 50 Singles) | 32                 |

| Classement (2006)                       | Meilleure position |
| --------------------------------------- | ------------------ |
| France (SNEP)                           | 4                  |
| Belgique (Wallonie Ultratop 50 Singles) | 2                  |
| Suisse (Schweizer Hitparade)            | 19                 |